# Амадо Каррільо Фуентес
Амадо Каррільо Фуентес (ісп. Amado Carrillo Fuentes;17 грудня 1954, Наволато, Сіналоа, Мексика — 5 липня 1997, Мехіко, Мексика) — мексиканський наркобарон, один із засновників картелю Хуареса. Отримав прізвисько «Володар небес» за транспортування наркотиків до США цілими літаками. Гроші відмивав через Колумбію для фінансової підтримки парку літаків.
Помер у липні 1997 року в мексиканській лікарні після радикальної пластичної операції, пов'язаної зі зміною зовнішності. В останні дні за ним стежили мексиканська й американська влада.

## Ранні роки
Народився в родині Волтера Вісенте Каррільо Веги й Аврори Фуентес у Гуамучіліто, Наволато, Сіналоа, Мексика. Мав одинадцять суродженців.
Був племінником Ернесто Фонсека Каррільо, знаного як «Дон Нето», лідера картелю Гвадалахари. Почав займатися наркобізнесом під опікою свого дядька Ернесто, а потім залучив до справи своїх братів, а згодом і сина Вісенте Хосе Каррільо Лейва.
Батько Каррільо помер у квітні 1986 року. Брат Каррільо, Сіпріано Каррільо Фуентес, помер 1989 року за загадкових обставин.

## Кар'єра
Спочатку був частиною картелю Гвадалахари. Його відправили до Охінаги, Чіуауа, для нагляду за постачанням кокаїну свого дядька, Ернесто Фонсека Каррільйо, а також дізнатися про прикордонні операції від Пабло Акости Вільярреаля і Рафаеля Агілара. Гуахардо. Пізніше співпрацював з Пабло Ескобаром і картелем Калі, займаючись контрабандою наркотиків з Колумбії в Мексику та США. Також працював з Ель Чапо, родиною Арельяно Фелікса й організацією Белтран Лейва.
Збудував багатомільярдну наркоімперію і, за підрахунками, мав понад 25 мільярдів доларів доходу.

## Смерть
Мешканці штату Морелос почали тихі марші проти губернатора Хорхе Каррільо Олеа. Влада США та Мексики посилила тиск щодо захоплення Каррільо. Він володів будинком за три квартали від офіційної резиденції губернатора і регулярно влаштовував наркофієсти в муніципалітеті Тетекала. Губернатор пішов у відставку і його заарештували. Каррільо Фуентес вирішив зробити пластичну операцію на обличчі та ліпосакцію живота задля зміни зовнішності. 4 липня 1997 року, щоб уникнути ще одного наркозу продовжив операцію. Однак помер від зупинки серця після операції, викликаної анестетиками та заспокійливим дормікумом вранці 5 липня 1997 року.
Двоє охоронців Каррільо Фуентеса перебували в операційній під час процедури. 7 листопада 1997 року двох хірургів, які проводили операцію, знайшли мертвими зі слідами тортур, замурованими в бетон у бочках. 8 листопада труп Каррільйо був виставлений для поминків у морзі Федеральної судової поліції в Мехіко.
Існує багато теорій змови щодо того, чи справді Каррільо помер.

## Картель Хуареса після Каррільо
У ніч проти 3 серпня 1997 року близько 21:30 четверо наркоторговців зайшли в ресторан у Сьюдад-Хуаресі, дістали зброю та відкрили вогонь по п'ятьох відвідувачах, миттєво вбивши їх. За оцінками поліції, на місці злочину було виявлено понад 100 стріляних гільз. Згідно зі звітом, опублікованим «Лос-Анджелес таймс», четверо чоловіків зайшли до ресторану з принаймні двома автоматами AK-47, а інші стояли на порозі.
На виході застрелили ще одну жертву, Армандо Олага, офіцера поліції, який вийшов з сусіднього бару, почувши постріли. Повідомляється, що він забіг до ресторану з іншого боку вулиці зі зброєю в руках, щоб перевірити метушню. Пізніше встановили, що Олаг також був відомим лейтенантом картелю Хуарес.
Мексиканська влада відмовилася коментувати мотиви вбивства, заявивши, що перестрілка не пов'язана зі смертю Каррільо. Пізніше повідомлялося, що злочинці були озброєними людьми з картелю Тіхуани.
Хоча сутички між наркоторговцями були звичайним явищем у Сьюдад-Хуаресі, вони рідко відбувалися в громадських місцях. Події у ресторані, загрожували початком нової ери злочинності в місті.
У Сьюдад-Хуаресі Генеральна прокуратура Мексики вилучила склади, які, на їхню думку, картель використовував для зберігання зброї та кокаїну. Крім того, конфіскували понад 60 об'єктів нерухомості у всій Мексиці, що належали Каррільйо, і почали розслідування його відносин з поліцією та урядовцями. Чиновники також заморозили банківські рахунки Каррільо на суму в 10 мільярдів доларів. У квітні 2009 року влада Мексики заарештувала сина Карільо, Вісенте Каррільо Лейва.

## Похорон
Похорон був пишний і дорогий похорон у Гуамучіліто, Сіналоа. 2006 року губернатор Едуардо Бурс звернувся до федерального уряду з проханням знести особняк Каррільо в Ермосійо, штат Сонора.

## Зображення в ЗМІ
- У другому сезоні телевізійного серіалу «Картель» Каррільйо зіграв мексиканський актор Естебаном Франко.
- В «Ель Чапо» (2017), телесеріалі Netflix і Univision про життя Хоакіна «Ель Чапо» Гусмана, Каррільйо зіграв Родріго Абед.
- «Володар неба» (2013—2024), який транслювався на Telemundo, мексиканський актор Рафаель Амайя з'явився у ролі Ауреліо Касільяса (вигадана версія Амадо Каррільо Фуентеса)[30].
- У серіалах Netflix «Нарко» (2017) і «Нарко: Мексика» (2018—2021) Каррільо зіграв Хосе Марія Яспік. Серіал показує, що Каррільо інсценував свою смерть, щоб вижити в наркобізнесі й уникнути ув'язнення.
- У серіалі Netflix «Surviving Escobar» (2017) Каррільо з'являється як вигаданий персонаж «сеньйор де лос Айрес» у ролі Мауро Моад, який також зіграв Амадо Каррільо Фуентеса в телесеріалі Fox Premium «El General Naranjo» (2019)
- У мінісеріалі History Channel «Війна Америки з наркотиками» (2017) Амадо Каррільйо Фуентеса зіграв Тацу Карвалью
- У серіалі «Reyes Del Crimen» (2018) від History Latam Амадо Каррільо Фуентеса зіграв Марко Гомес.